# ساناره
ساناره شهری در شهرستان بورزانگا در استان بام در بورکینافاسوی شمالی است و جمعیت آن ۶۸۰ نفر است.